# Philippe Garrel
Philippe Garrel (Paris, França, 6 de Abril de 1948), filho de Maurice e Martine Garrel (ambos atores), é um cineasta francês, além de fotógrafo de cinema, roteirista, editor e produtor. Seus filmes já ganharam prêmios em eventos prestigiados como o Festival de Cinema de Cannes e o Festival de Veneza. Ele teve um relacionamento de 10 anos com a cantora e atriz alemã Nico entre 1969 e 1979, com a atriz participando em 7 de seus  filmes entre 1972 e 1979. Ele é pai do ator e diretor Louis Garrel e da atriz Esther Garrel, fruto de seu relacionamento com Brigitte Sy (sua ex-esposa).

## Início da Carreira 1964-1979
Nasceu em Paris em 1948, filho do ator Maurice Garrel. Ele inciou a sua carreira cinematográfica cedo, escrevendo e dirigindo o seu primeiro filme Lés Enfants Désaccordés em 1964. Garrel conheceu Nico em 1969 quando ela cantou a música "The Falconer" para o seu filme Le Lit de la Vierge e logo o casal estava vivendo junto. Nico participou pela primeira vez num filme de Garrel em 1972, em La Cicatrice Intériure e ela também participou na trilha sonora. Seu relacionamento de 10 anos terminou em 1979.

## Reconhecimento da Crítica 1980-2005
Em 1982, Garrel recebeu o Prix Jean Vigo pelo filme L'Enfant Secret. Ele ganhou o  Perspectives du Cinéma Award no Festival de Cannes em 1984 pelo seu filmla Nuit Liberté, de 1983.
Durante um período de 10 anos, Garrel obteve grande reconhecimento no Festival de Veneza. Em 1991, ele recebeu o Leão de Prata pelo seu filme J'entends Plus la Guitare, que havia sido indicado para o Leão de Ouro. La Vent de la Nuit foi indicado para o Leão de Ouro em 1999. Dois anos mais tarde, Sauvage Innocence foi indicado para o Leão de Ouro e ganhou o prêmio FIPRESCI.  Seu filme de 2005, Amantes Constantes recebeu o Leão de Prata para Melhor Diretor.

## Filmografia
- Les enfants désaccordés 1964 (Roteirista/Diretor/Editor)
- Le révélateur 1968 (Roteirista/Diretor/Editor/Produtor)
- Le lit de la Vierge 1969 (Roteirista/Diretor/Ator/Editor/Produtor)
- La cicatrice intérieure 1972 (Roteirista/Diretor/Ator/Editor/Produtor)
- Le berceau de cristal 1975 (Roteirista/Diretor/Ator/Editor/Produtor/Fotógrafo)
- L'enfant secret 1979 (Roteirista/Diretor/Ator/Editor/Produtor) - banned until 1982
- Liberté, la nuit 1983 (Roteirista/Diretor/Editor), estrelando Maurice Garrel
- Paris vu par... vingt ans après 1984 - segmento "Rue Fontaine", estrelando Jean-Pierre Leaud
- Elle a passé tant d'heures sous les Sunlights... 1985
- Les baisers de secours 1989
- J'entends plus la guitare 1991 (Roteirista/Diretor)
- La naissance de l'amour 1993, estrelando Lou Castel
- Le coeur fantôme 1996
- Night Wind 1999 (Roteirista/Diretor), estrelando Catherine Deneuve
- Wild Innocence 2001 (Roteirista/Diretor)
- Les Amants Réguliers 2004, estrelando Louis Garrel
- La frontière de l'aube 2008, estrelando Louis Garrel
- Un été brûlant 2011
- La Jalousie 2013